# Dasybasis tasmaniensis
Dasybasis tasmaniensis är en tvåvingeart som först beskrevs av White 1915.  Dasybasis tasmaniensis ingår i släktet Dasybasis och familjen bromsar. Inga underarter finns listade i Catalogue of Life.